# Aeroportul Newcastle
Aeroportul Newcastle (IATA: NCL, ICAO: EGNT) este un aeroport din Woolsington⁠(d), Newcastle upon Tyne⁠(d), Tyne and Wear, North East England, Anglia, Regatul Unit ce deservește zona Tyne and Wear. Aeroportul a fost tranzitat în 2022 de 4.127.035 de pasageri. A fost deschis în 1935 și numit după Newcastle-upon-Tyne.
Situat la o altitudine de 81 m, aeroportul dispune de 1 pistă.

## Infrastructură

### Piste
Aeroportul dispune de o singură pistă. Pista 07/25 are suprafața de asfalt și dimensiunile 2.329 m × 46 m. 